# Deutsche Gesellschaft für Hämatologie und Medizinische Onkologie
Die Deutsche Gesellschaft für Hämatologie und Medizinische Onkologie e. V. (DGHO) ist eine Vereinigung von Ärzten, Wissenschaftlern und Interessierten, die auf die Erforschung, Diagnose und Behandlung von Blutkrankheiten und bösartigen soliden Tumoren spezialisiert sind. Die DGHO ist eine rasch wachsende Fachgesellschaft mit inzwischen über 4000 Mitgliedern in einer der innovativsten und forschungsintensivsten Fachdisziplinen der Medizin.

## Aktivitäten
Die Erforschung und Behandlung maligner Erkrankungen ist ein großer Schwerpunkt der Fachgesellschaft. Dabei reicht das Spektrum der Aktivitäten von der Grundlagenforschung über die Entwicklung neuer Wirkstoffe zu klinischen Studien, der Förderung von Netzwerken und zur Versorgungsforschung. Aber auch die nicht-malignen hämatologischen Erkrankungen, Störungen der Blutgerinnung, Laboranalysen, der gesamte Bereich der supportiven und der palliativen Betreuung von Patienten, die Pflege und ethische Aspekte haben einen festen Stellenwert in der DGHO. In mehr als 30 themenzentrierten Arbeitskreisen engagieren sich die Mitglieder für die Weiterentwicklung der Hämatologie und der Medizinischen Onkologie.
Rasant wurde die Entwicklung der Hämatologie und Onkologie seit den 1990er Jahren des 20. Jahrhunderts. Basis waren umfassende neue Erkenntnisse zur Pathogenese und zum Verlauf der Erkrankungen. Sie führten zu differenzierter Diagnostik und zur Entwicklung gezielt wirkender Medikamente. Aktuell gewinnen die verschiedenen Formen der Immuntherapie, zielgerichtete Therapien und Kombinationstherapien zunehmend an Relevanz, vor allem bei den malignen Neoplasien, aber auch bei nicht-malignen hämatologischen Erkrankungen.
Darüber hinaus engagiert sich die DGHO auf nationaler und europäischer Ebene in der Gesundheits- und Wissenschaftspolitik sowie in der Zertifizierung. Ziele sind die Verbesserung und Sicherung einer optimalen Patientenversorgung, die Förderung der Wissenschaft in der ganzen Breite des Fachgebietes und die Schaffung angemessener Arbeitsbedingungen. Die Gesellschaft ist seit 1993 Mitglied der Arbeitsgemeinschaft der Wissenschaftlichen Medizinischen Fachgesellschaften AWMF.

## Jahrestagung
Zentrale Veranstaltung für den wissenschaftlichen Austausch ist die Jahrestagung, die gemeinsam mit der Österreichischen Gesellschaft für Hämatologie und Medizinische Onkologie (OeGHO), der Schweizerischen Gesellschaft für Medizinische Onkologie (SGMO) und der Schweizerischen Gesellschaft für Hämatologie (SGH) veranstaltet wird. An der Jahrestagung 2023 in Hamburg nahmen mehr als 6400 Experten teil.

## Stellungnahmen
In jüngster Zeit engagiert sich die DGHO verstärkt im Verfahren der Frühen Nutzenbewertung neuer Arzneimittel nach AMNOG (Gesetz zur Neuordnung des Arzneimittelmarktes) beim Gemeinsamen Bundesausschuss (G-BA). Darüber hinaus nimmt die Gesellschaft verstärkt Stellung im Rahmen von Gesetzgebungsverfahren.
Vor dem Hintergrund der Dynamik und der zentralen Rolle der Hämatologie und Medizinischen Onkologie in der Forschung und Versorgung spürt das Fachgebiet die aktuellen Herausforderungen an das Gesundheitssystem besonders intensiv. Das war Anlass für die Erarbeitung eines Positionspapieres zur Gegenwart und Zukunft der Medizinischen Onkologie, das am 12. Juni 2018 veröffentlicht wurde.

## Zertifizierung
Darüber hinaus engagiert sich die DGHO auf nationaler und europäischer Ebene in der Gesundheits- und Wissenschaftspolitik sowie in der Zertifizierung. Ziele sind die Verbesserung und Sicherung einer optimalen Patientenversorgung, die Förderung der Wissenschaft in der ganzen Breite des Fachgebietes und die Schaffung angemessener Arbeitsbedingungen.

## Fort- und Weiterbildung
Zentrale Anliegen der Fachgesellschaft sind die qualifizierte und kontinuierliche Aus-, Fort- und Weiterbildung in der Hämatologie und Medizinischen Onkologie als einem der Kernfächer der Inneren Medizin. Hierzu gehört auch und insbesondere die Förderung des klinischen und wissenschaftlichen Nachwuchses.

## Leitlinien im Rahmen der AWMF
Die Gesellschaft entwickelt zu Themen ihres Fachgebiets medizinische Leitlinien, die im Rahmen des AWMF-Leitlinienprogramms veröffentlicht werden.

## Onkopedia
Onkopedia ist Das Internetportal der Gesellschaft für Leitlinien und Informationen zu Krebserkrankungen (Onkologie) und Erkrankungen des Blutes (Hämatologie). Das Webangebot wurde 2009 von der DGHO initiiert und ist ein Gemeinschaftsprojekt mit der Österreichischen Gesellschaft für Hämatologie und Onkologie, der Schweizerischen Gesellschaft für Medizinische Onkologie und der Schweizerischen Gesellschaft für Hämatologie. Die Texte enthalten Empfehlungen zur Diagnostik und Therapie auf der Basis evidenzbasierter Medizin und praktischer Erfahrung. Die Autoren werden von den Vorständen der verantwortlichen wissenschaftlichen Fachgesellschaften ernannt.
Seit 2009 werden die medizinischen Leitlinien auf „Onkopedia“ veröffentlicht und regelmäßig aktualisiert. Zusammen mit der Patientenversion „Mein Onkopedia“, „Onkopedia Pflege“ und der „Wissensdatenbank“ sind die Leitlinien offen zugänglich für alle Ärzte, aber auch für Patienten und Interessierte.

## Auszeichnungen
Der Verein verleiht jährlich den Artur-Pappenheim-Preis für herausragende wissenschaftliche Leistungen in der Hämatologie, den Vincenz-Czerny-Preis für herausragende wissenschaftliche Leistungen in der Onkologie sowie den Doktoranden-Förderpreis, der sich mit klinischen, experimentellen oder theoretischen Fragen der Hämatologie und Onkologie befasst.

## Geschichte
Die DGHO wurde 1937 als Deutsche Hämatologische Gesellschaft gegründet. 1964 erfolgte eine westdeutsche Neugründung als Deutsche Gesellschaft für Hämatologie. Ihren heutigen Namen erhielt sie 1977, nachdem außer den Blutkrankheiten auch solide Tumoren verstärkt der medikamentösen Therapie zugänglich wurden. Einen Aufschwung erlebte das Fachgebiet durch den zunehmend erfolgreichen Einsatz von Medikamenten zur Behandlung bösartiger Erkrankungen wie Leukämien und Lymphomen seit den 70er Jahren des 20. Jahrhunderts. Diese Erfahrungen erweiterten das Betätigungsfeld auf die medikamentöse Therapie auch solider Tumore und führten zur jetzigen Bezeichnung DGHO Deutsche Gesellschaft für Hämatologie und Medizinische Onkologie e. V.

### Historische Forschungsstelle
Bis Oktober 2021 betrieb die DGHO eine eigene historische Forschungsstelle und war damit die erste wissenschaftliche medizinische Fachgesellschaft, die sich mit der eigenen Geschichte und historischen Verantwortung in der Zeit der nationalsozialistischen Diktatur von 1933 bis 1945 auseinandersetzt hat.